# Ryż basmati
Basmati, ryż basmati, ryż siewny indyjski (Oryza sativa L.) – kultywar ryżu długoziarnistego, o charakterystycznym aromacie, najpopularniejszy w Indiach i Pakistanie. Jego ziarna są dłuższe i cieńsze niż ziarna pozostałych odmian ryżu. Występuje na rynku w dwóch rodzajach: brązowy ryż basmati (pełnoziarnisty) oraz biały ryż basmati (obłuszczony brązowy ryż basmati). 

## Zatwierdzone odmiany

### Odmiany indyjskie
Basmati, P3 punjab, typ III uttar pradesh, hbc -19 safidon, 386 haryana, kasturi (Baran, Radżastan), basmati 198, basmati 217, basmati 370, bihar, kasturi, mahi suganda, pusa 1121.

### Odmiany pakistańskie
Basmati 370 (pak basmati), super basmati (best aroma), basmati pak (kernal), ryż basmati 386 lub 1121, basmati 385, basmati 515, basmati 2000 i basmati 198.

## Nazewnictwo
Uważany bywa za podgatunek ryżu (Oryza sativa L. subsp. indica Kato) lub (według nowszych ujęć taksonomicznych) za kultywar.